# Kam s ním?
»Kam s ním?« je skladba in šesti singl češke skupine Banjo Band. Izdan je bil leta 1976 pri založbi Panton.
| A stran | A stran                                      | A stran |
| Št.     | Naslov                                       | Dolžina |
| ------- | -------------------------------------------- | ------- |
| 1.      | „Kam s ním?‟ (Ivan Mládek/Jerzy Ziembrowski) | 2:56    |

| B stran | B stran                                                         | B stran |
| Št.     | Naslov                                                          | Dolžina |
| ------- | --------------------------------------------------------------- | ------- |
| 1.      | „Špagety v prášku‟ (Ivan Mládek, Ladislav Gerendáš/Ivan Mládek) | 2:03    |

## Zasedba
- Ivan Mládek – vokal, banjo
- Pavel Skála – vokal, klavir
- Ivo Pešák – klarinet
- Ladislav Gerendáš – trobenta
- Václav Dědina – tuba
- Tomáš Procházka – bobni
- Petr Kaňkovský – kitara
- Jiří Čech – kitara
- Zdeněk Kalhous – klavir